# Зігфрід Кракауер
Зі́гфрід Крака́уер (нім. Siegfried Kracauer, 8 лютого 1889, Франкфурт-на-Майні, Німеччина — 26 листопада 1966, Нью-Йорк) — німецький соціолог масової культури, кінокритик, письменник, публіцист, один з найвпливовіших теоретиків кінематографу. Сформував вчення про спіралеподібну взаємозалежність комерційного кіно і масової психології: кіно вірно відбиває психологію мас з усіма її «темними» сторонами і, у свою чергу, впливає на її формування.

## Німецький період біографії
Вихідець з єврейської сім'ї. У 1907–1913 роках вивчав архітектуру в Дармштадті, Берліні і Мюнхені, слухав курси філософії і соціології. У 1914 році отримав диплом інженера, до 1920 року працював архітектором в Оснабрюці, Берліні і Мюнхені. У 1922–1933 роках вів відділ літературної і кінокритики в газеті «Франкфуртер Цайтунг» у Франкфурті, а з 1930 року — у Берліні, зблизився там з Вальтером Беньяміном і Ернстом Блохом. Зазнав впливу «теології революції» Ернста Блоха, філософії роману Дьордя Лукача. В есе «Детективний роман» (1925), серії журнальних заміток «Орнамент маси» (1927), книзі «Службовці» (1930), що вплинули на Теодора Адорно і його пізніші дослідження авторитарної особи, відмічав формування в Німеччині 1920-х років «середньої людини» та її повсякденного вжитку, феномену нудьги мегаполісів і індустрії популярних розваг (спорт, туризм, кіно, фотографія, цирк, танці, реклама), досліджував цей процес з марксистських позицій, притягаючи елементи феноменологічної філософії і психології, ідеї Макса Вебера і Георга Зіммеля. У численних рецензіях відгукувався на усі значимі явища в громадській думці і культурному житті Німеччини 1920-х — початку 1930-х років.

## Роки в Парижі і США
У 1933 році емігрував до Парижу, де працював над книгою про Оффенбаха та Париж його доби (опубл. 1937). У 1939 році був інтернований французькою владою як підданий країни-супротивника, в 1940 році через Марсель і Лісабон перебрався до США. У 1941–1943 роках служив в Музеї сучасного мистецтва в Нью-Йорку, вивчав актуальну німецьку кінопропаганду, за стипендіями фондів Рокфеллера і Гугенхайма займався історією німецького кіно. Підсумком цього заняття стала найбільш відома книга Кракауера «Від Калігари до Гітлера. Психологічна історія німецького кіно» (1947, англ. мовою), де становлення фашистської ідеології простежується на поетиці фільмів німецького експресіонізму, трактуванню в них теми «людина і влада».
У 1960 році опублікував іншу монографію, що здобула популярність серед теоретиків і істориків видовищних мистецтв, — «Природа фільму». В останні роки життя був керівником відділу прикладних соціальних досліджень в Колумбійському університеті, займався вивченням дії масових комунікацій на суспільну свідомість в країнах соціалізму. Остання книга Кракауера — опублікована посмертно праця «Історія, останні речі перед кінцем» (History, the Last Things Before the Last).
Про Кракауера знято документальний фільм «Mit dem Blick für das Sichtbare» («Дивлячись на очевидне»,1986, режисери Райнер Отт і Ральф Егерт.